# Великая языческая армия
Великая языческая армия, или Великая армия, или Великая датская армия (англ. Great Heathen Army / Great Army / Great Danish Army) — армия викингов родом из Дании, разграбившая и завоевавшая большую часть Англии в IX веке. В отличие от многих скандинавских набегов армий того периода, сохранившиеся источники не дают точного указания их численности, но это, очевидно, были крупнейшие силы в своём роде, включая сотни судов и тысячи людей.

## Предыстория
Набеги викингов в Англию начались в конце VIII века, основной целью были монастыри. Первым в 793 году подвергся нападению Линдисфарн, находившийся на северо-восточном побережье; Англосаксонская хроника описывает атаковавших как «язычников». Монастыри и минстеры были популярными целями из-за неспособности оказать сопротивление и наличия ценных предметов, которые можно было там захватить. Англосаксонская хроника сообщает, что в 840 году Этельвульф был побеждён у Каргемптона в Сомерсете после высадки 35 викингских кораблей.
В дальнейшем правитель смог добиться успехов в борьбе с захватчиками. «Англосаксонская хроника» во времена его правления неоднократно ссылается на одержанные победы. Однако набеги на Англию продолжались с перерывами до 860-х годов, когда викинги изменили тактику и собрали крупную армию для вторжения. Это войско было названо Англосаксонской хроникой «Великой языческой армией» (др.-англ. mycel hæþen here).

### Численность
Размер Великой языческой армии является темой спора среди историков. Минималисты, вроде британского историка Питера Сойера, считали его меньшим, чем было принято считать. Учёный отмечает, что Англосаксонская хроника в 865 году называет военные силы викингов Языческой армией, в староанглийском языке «hæþen here».
В выпущенном в 694 году королём Уэссекса Ине своде Англосаксонского права под словом here подразумевается «вторгшаяся армия или рейдерский отряд, содержащие более тридцати пяти воинов», чтобы отделять армии викингов и англосаксов (для описание последних использовался термин фирд.) Авторы Англосаксонской хроники словом here описывали силы викингов. По мнению историка Ричарда Эбелса, что таким образом различали рейдерские отряды скандинавов и вооружённые силы государств и королей. Однако к концу X — началу XI века here стал более общим термином, использовавшимся для описания любой викингской или саксонской армии.
Питер Сойер на основе «Англосаксонской хроники» подсчитал количество кораблей викингов и предполагая максимальную вместимость судна не более чем в 32 человека, называл общую численность войска не более 1 000 человек. Другие учёные дают большие числа. Лаурент Мазет-Хархофф считал, что набеги в районе реки Сена проводились многотысячными отрядами скандинавов. Он же отмечал, что пока не были обнаружены остатки военных баз, которые могли бы вместить столько людей. Гай Хэлшэлл отмечал, что в 1990-х годах несколько историков оценивали размер Языческой армии в несколько тысяч; однако «остаётся ещё много места для дискуссии».
Армия вторжения возможно стала развитием военной кампании во Франции. В ходе конфликта франкского короля Людовика с сыновьями, один из них (Лотарь) использовал флот викингов. К окончанию боевых действий последние обнаружили, что находившиеся у судоходных рек города и монастыри идеальные цели для нападения. В 845 году при набеге скандинавов на Париж был получен большой выкуп серебром, что поощрило их к дальнейшим грабежам. К концу века основные реки Западной Франкии патрулировались викингскими кораблями. В 862 году Карл Лысый начал укреплять города и реки, затруднив новые вторжения. Находившиеся в этих областях религиозные общины решили не рисковать, уйдя вглубь страны. После возникновения подобных препятствий, скандинавы решили обратить взор на Англию.
Термин «великая языческая армия» был использован в англосаксонских хрониках. Истоки армии можно усмотреть в группе, напавшей на Париж в 845 году. Они ворвались в регион около 850 года, неоднократно захватывая Руан и различные небольшие города, вероятно плохо защищённые.
Набравшись опыта в Европе, в 865 году армия двинулась в Британию, высадившись в восточной Англии, на острове Танет, эти события подтверждаются англосаксонскими хрониками, и археологическими исследованиями. Под командованием Ивара Бескостного и Хальфдана, сыновей Рагнара Лодброка, они направили силы на завоевание и заселение Англии. Согласно скандинавским сагам, это было местью за смерть Рагнара Лодброка, но историчность этого утверждения не определена.
В конце 866 была завоёвана Нортумбрия, в 870 году за ней последовало королевство Восточная Англия. В 871 году прибыла Великая летняя армия (Great Summer Army). Она усилила Датскую армию, и в 874 году была завоёвана Мерсия. Доказательством их пребывания в Дербишире являются братская могила на 250 человек в
Рептоне и несколько десятков курганов со следами кремации в соседнем Инглби. В том же году значительная часть войск поселилась на завоёванных территориях, а затем последовала ещё одна группа в 877 году. Хальфдан двинулся на север, чтобы атаковать пиктов, а Гутрум стал лидером войны на юге, в 876 году к ним присоединились новые силы, и они выиграли битву при Вэрхеме. Однако Альфред Великий отбивался, и в конце концов одержал победу в битве при Этандуне в 878 году и заключил Уэдморский договор.

## В Европе
В 879 году множество норманнов из состава этой армии приплыли на континент и начали совершать набеги на земли Фрисландии и Фландрии. Предводителем викингов был конунг Готфрид. Разорению подверглись почти все северо-западные области Восточно-Франкского государства. Несмотря на поражение, нанесённое викингам королём Восточно-Франкского государства Людовиком III Младшим в битве при Сокуре в августе 881 года, им удалось построить укреплённый лагерь в Эльслоо, после чего главной целью их походов стала Лотарингия. С осени 881 года норманнами были захвачены и разграблены все крупнейшие лотарингские города (в том числе, Кёльн, Бонн, Трир, Мец, Бинген, Вормс и Ахен), разрушены почти все монастыри, включая Прюмское аббатство. Очень серьёзно пострадали владения Льежской епархии: викингами были сожжены города Тонгр и Маастрихт, аббатства в Ставело, Мальмеди и Синт-Трёйдене. Бо́льшая часть жителей и монахов, не успевшие бежать, были убиты. Сам Льеж был захвачен и также сожжён норманнами, но, согласно преданию, заступничество святого Ламберта не позволило викингам разграбить епископскую казну. Также удалось спасти и большинство священных реликвий, перевезя их в более безопасные места. Позднейшие предания рассказывали о многочисленных чудесах, якобы произошедших во время этих бедствий, и связывали с этим разорением гибель нескольких лотарингских святых, умерших, в действительности, задолго до этих событий.
Новый король Восточно-Франкского государства Карл III Толстый не смог оказать викингам достойного вооружённого отпора и после безуспешной осады их укреплённого лагеря был вынужден в июле 882 года заключить с ними мир, предоставив их предводителю Готфриду титул герцога Фрисландии и выдав за него замуж внебрачную дочь Лотаря II Гизелу. Однако после убийства Готфрида в 885 году набеги норманнов возобновились. В этом же году викинги попытались снова напасть на Льеж, но были отбиты.
После того как Арнульф Каринтийский, которого «Деяния епископов Льежа» называют родственником епископа Льежа Франкона, в 888 году получил корону Восточно-Франкского государства, он активизировал борьбу с находившимися в его владениях норманнами. Своего апогея эта борьба достигла в 891 году. Сначала успех был на стороне викингов, которым под командованием конунга Зигфрида удалось разбить войско королевских вассалов в бою на реке Гёйле. Но затем норманны столкнулись с войском, лично возглавляемым королём Арнульфом. В результате кровопролитного сражения при Лёвене войско викингов было полностью разгромлено, Зигфрид и множество норманнов погибли. Это поражение положило конец массовым набегам викингов на земли Восточно-Франкского королевства. Среди участников Лёвенской битвы позднейшие хроники называют имена графа Эно Ренье Длинношеего и епископа Франкона, а «Деяния епископов Льежа» приписывают последнему особо выдающуюся роль в победе над врагом, рассказывая о личном участии епископа в битве.
В Англии поселенцы из бывшей армии язычников образовали Королевство Йорк, существовавшее до 950-х годов.
Предполагаемое захоронение воинов армии находится в Вересковом лесу Дербишира.